# Смирницкая, Галина Васильевна
Галина Васильевна Смирницкая (род. 1930) — советский и российский учёный-физик и педагог, специалист в области газоразрядной твердотельной и плёночной электроники и  физики высокого вакуума. доктор технических наук (1972). Лауреат Государственной премии СССР (1984).

## Биография
Родилась 8 ноября 1930 года в Москве.
С 1948 по 1953 год обучалась на Физическом факультете МГУ, с 1953 по 1956 год обучалась в аспирантуре при этом факультете. С 1956 по 1976 год на педагогической работе на Географическом факультете МГУ, где читала курс лекций по вопросам физики, и на Биологическом факультете МГУ, где читала лекции по вопросам в области физики и вела спецкурс по электронной оптике для микробиологов, генетиков и биофизиков. В последующем работала на кафедре  общей физики и физики конденсированного состояния Физический факультет МГУ в должности старшего научного сотрудника.
В 1957 году Галина Смирницкая защитила диссертацию на соискание учёной степени кандидат физико-математических наук по теме: «Электрический разряд при низких давлениях в магнитном поле и некоторые его применения», в 1972 году — доктор технических наук по теме: «Исследование и технические применения разряда с осциллирующими электронами в магнитном поле при низких давлениях». 
Основные научные работы Антонины Герасимовой связаны с вопросами в области плёночной, твёрдотельной и газоразрядной электроники и физики высокого вакуума.
Основная библиография «Ионный насос с холодными электродами и его характеристики, Радиотехника и электроника» (1956), «Характеристики разряда с осциллирующими электронами и его применение в магниторазрядных насосах (обзор), Электроника и его применение» (1976), «Разряд с осциллирующими электродами как метод получения многослойных пленок и сверхрешеток» (1997), «Магнитные состояния и особенности сверхтонких взаимодействий в магнитных сверхрешетках Fe/Al» (1996). Является автором свидетельств и патентов на изобретения, имеет свыше двухсот научных трудов, в том числе монографий, автор десяти статей в научных журналах, научно-исследовательская работа в области магнитных свойств и сверхтонкого взаимодействия в полуметаллических и наноструктурных магнетиках.
В 1984 году Постановление ЦК КПСС и СМ СССР «за создание и внедрение в промышленность сверхвысоковакуумных магниторазрядных насосов и высоковакуумных средств технологического и научного оборудования электронной техники» Галина Смирницкая была удостоена Государственной премии СССР.

## Награды
- Государственной премии СССР (1984 — «за создание и внедрение в промышленность сверхвысоковакуумных магниторазрядных насосов и высоковакуумных средств технологического и научного оборудования электронной техники»)[4]
- Премия АН СССР имени С. И. Вавилова (1962)[1]